# Edmund Hockridge
Edmund "Ted" James Arthur Hockridge (* 9. August 1919 in Vancouver; † 15. März 2009 in Peterborough) war ein kanadischer Opernsänger (Bariton).

## Leben
Hockridge nahm in Vancouver Klavier- und Gesangsunterricht. Als Soldat im Zweiten Weltkrieg war er in London Schüler von George Baker und gewann 1941 einen Amateurwettbewerb des Canadian Forces' Beaver Club. Dies führte zu Engagements für die CBC-BBC-Programme  Maple Leaf Matinee (1942) und Johnny Canuck's Revue (1942–45). In der BBC trat er außerdem mit Robert Farnon und dem Canadian Army Orchestra, dem Organisten Sandy Macpherson, dem Queen's Hall Light Orchestra und den Melachrino Strings auf.
Nach seiner Rückkehr nach Kanada 1946 hatte er eigene Shows im Rundfunk der CBC, die auch in den USA gesendet wurden. Er sang Hauptrollen in CBC-Produktionen von dreizehn Opern von Gilbert und Sullivan (1948–49), von Don Giovanni und Peter Grimes (1949–50). Er trat mehrfach mit dem Toronto Symphony Orchestra auf, war Gast der Promenade Symphony Concerts 1947, und sang beim Toronto Opera Festival 1950 die Titelrolle in Don Giovanni.
1950 ging er wieder nach London und sang dort Hauptrollen in Westend-Produktionen von  Carousel (1950–53), Guys and Dolls (1953–54), Can-Can (1954) und The Pajama Game (1955–56). Als Cabaret-Künstler trat er in zahlreichen Städten Europas, in Nairobi und in Hongkong auf. 1974 hatte er in England eine One-Man-Show, in der er sein vielseitiges Repertoire als Sänger von  Opern und Musicalpartien, Liedern und Spirituals präsentierte.
In einem Revival von The Sound of Music trat er 1984 mit Isla St Clair auf, und 1986 war er Partner der Rocksängerin Suzi Quatro in einer Produktion von Annie Get Your Gun. Mit seiner Frau und zwei Söhnen gründete er 1898 die Hockridge Family Singers, die in der Saison 1990–91 mehr als 50 Konzerte gaben. In seiner Laufbahn nahm Hockridge etwa 15 LPs und 20 Singles u. a. bei Decca Records, HMV, Marble Arch und Quality auf. Besonders populäre wurden Hey There, Young and Foolish und Fountains of Rome.